# Некрополь Донского монастыря

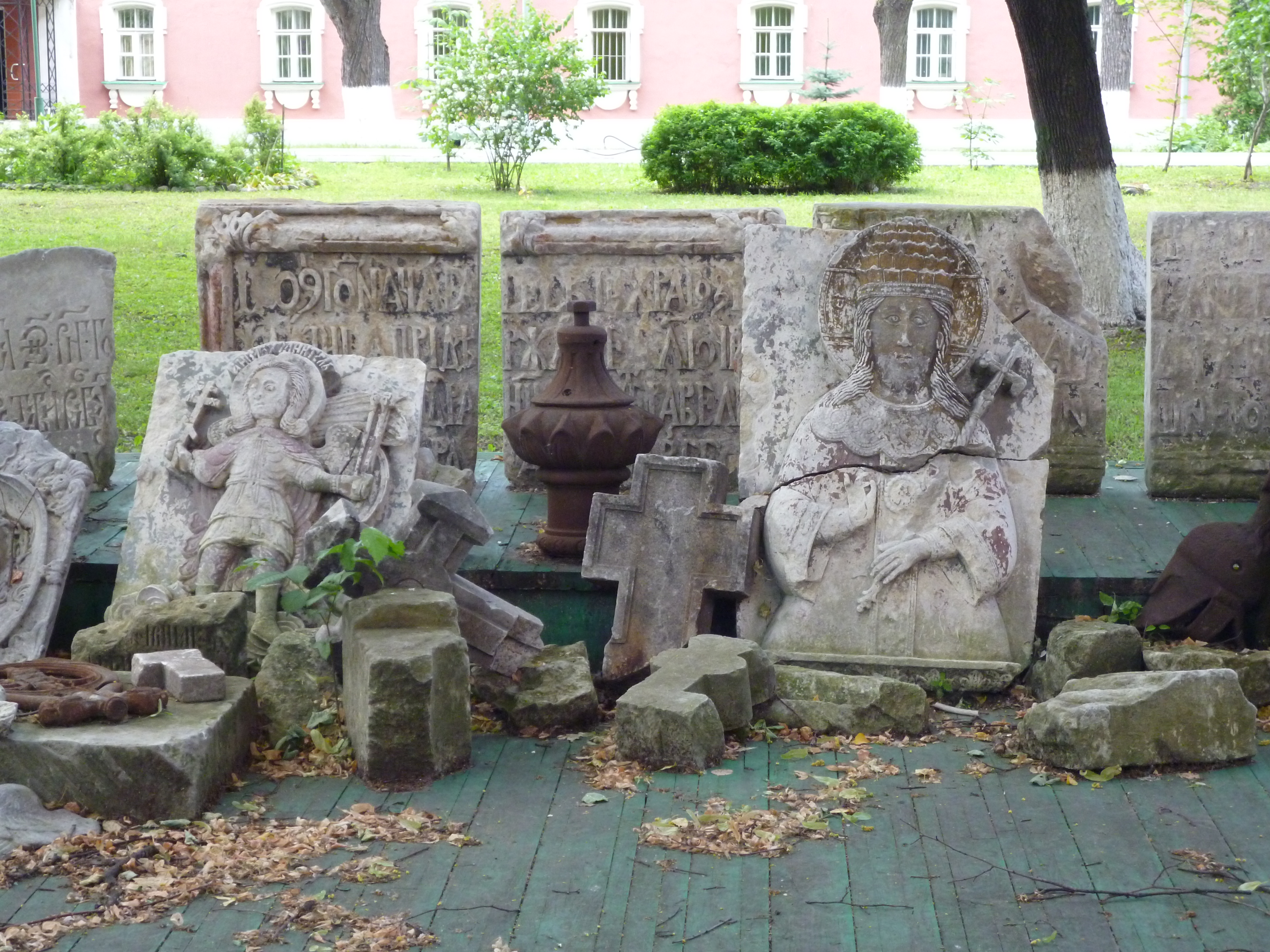
Обломки древних надгробий, свезённые отовсюду и сложенные около Большого собора

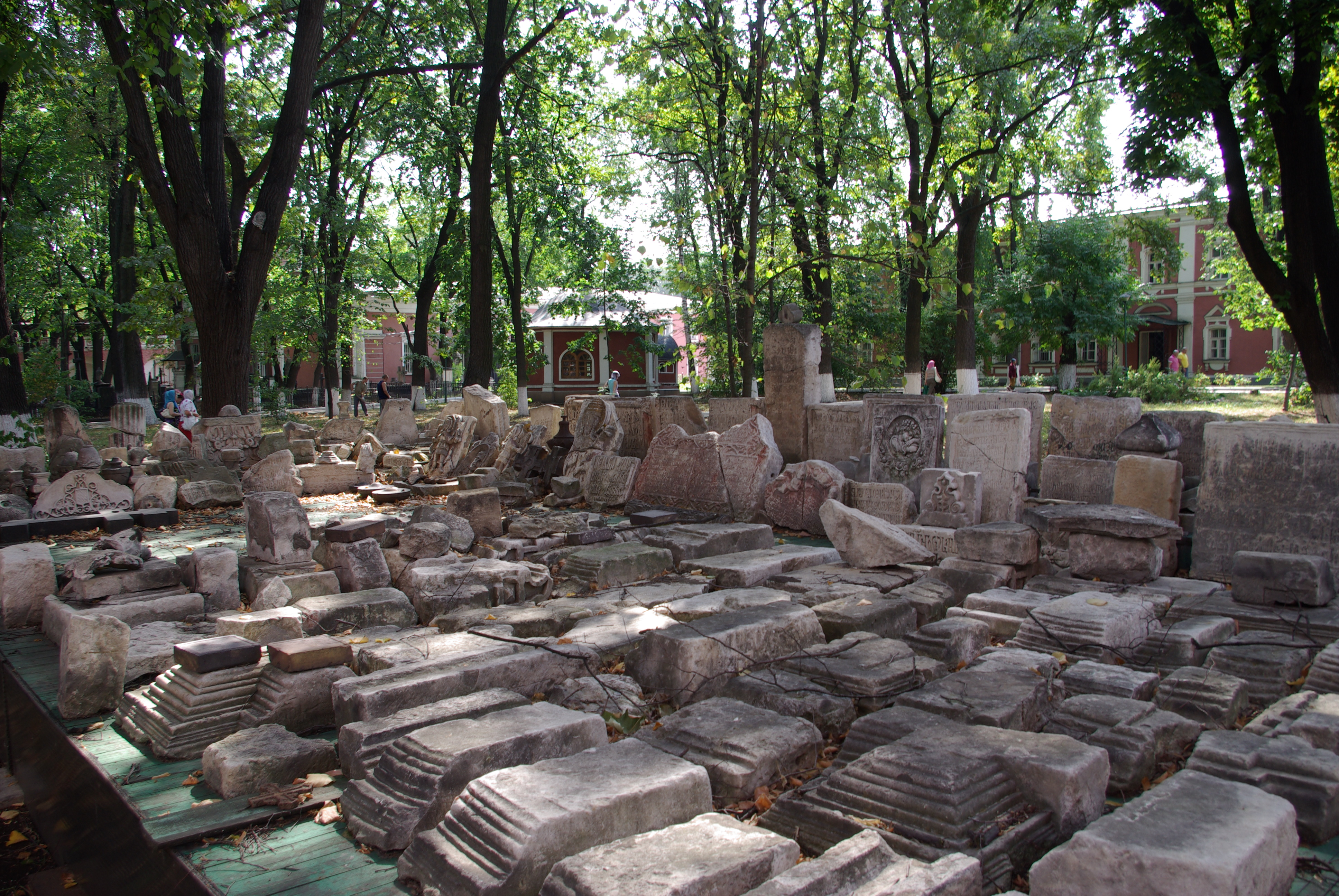

Некрополь Донского монастыря (старое Донское кладбище) — самый крупный сохранившийся в Москве дворянский некрополь XVIII—XIX веков. Занимает практически половину территории Донского монастыря (2,5 га из 5 га). Открыт с 06:00 до 20:00 ежедневно. Проводятся экскурсии.
В связи с переполнением исторического некрополя в 1900-е годы за пределами монастыря — к югу от монастырской стены — было обустроено новое Донское кладбище, захоронения на котором проводились на протяжении всего XX века.

## История

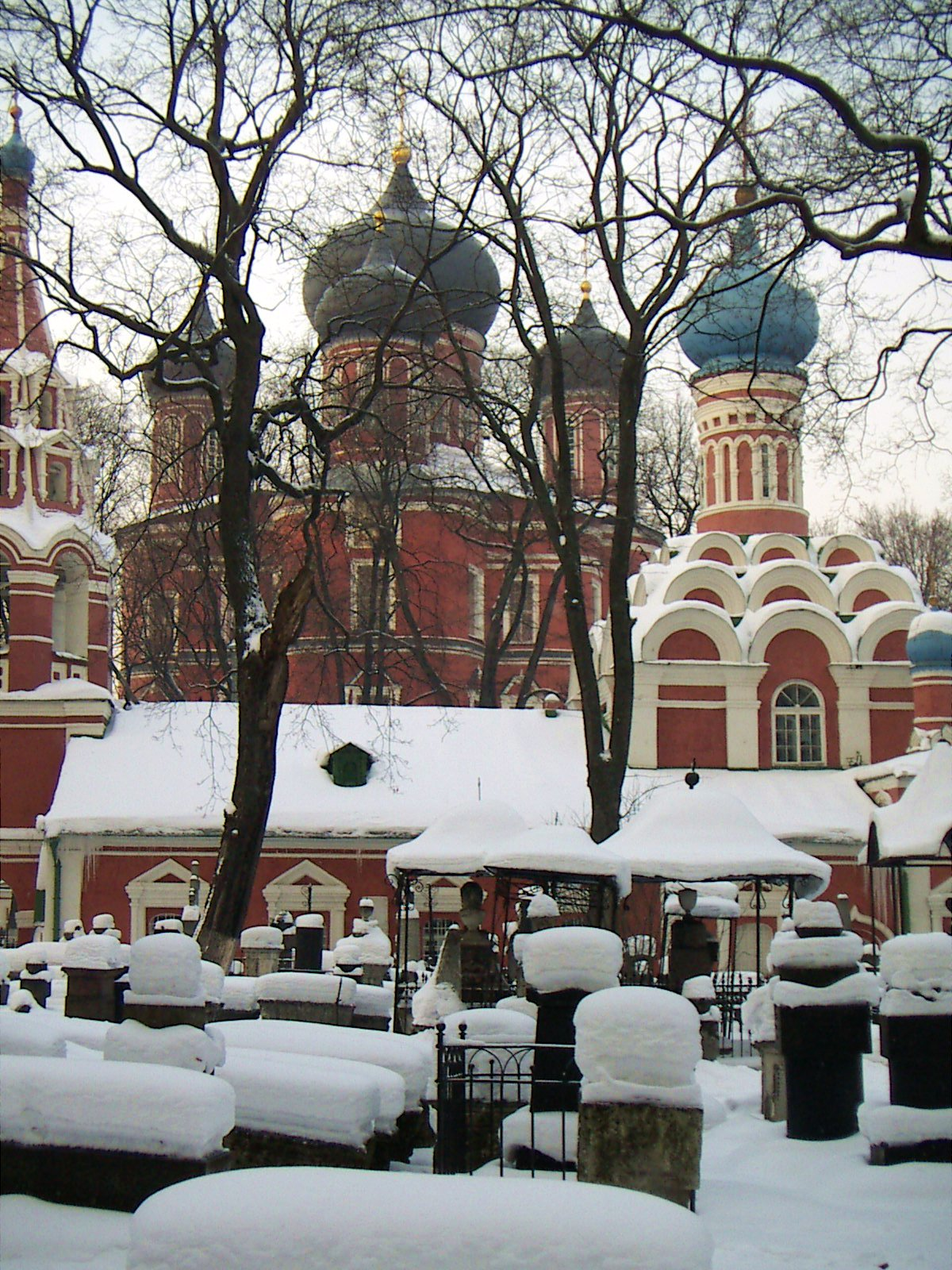
Захоронения вблизи Малого собора

Когда начались захоронения за пределами стен обоих монастырских соборов, доподлинно не установлено. Стремительный рост монастырских некрополей в Москве наблюдался после 1771 года, когда в рамках проведения городской реформы Екатерина II издала указ, запрещавший хоронить покойников в городах. Кладбища при приходских церквях подлежали закрытию.
Поскольку крупные монастыри вроде Новодевичьего и Донского находились непосредственно за чертой Москвы, они идеально подходили на роль дворянских некрополей. Именно туда стали переводить усыпальницы из пределов Белого города аристократические фамилии: Голицыны — из Богоявленского монастыря в Китай-городе, Нарышкины — из Высокопетровского монастыря на Петровке и т. д. Цена участков в монастырях «внешнего кольца» неуклонно поднималась и достигла к середине XIX века суммы в 3000 рублей.
В отличие от некрополя Новодевичьего и других московских монастырей, Донское кладбище в советское время избежало масштабной «реконструкции», то есть ликвидации основной массы захоронений либо обезличения могил и, таким образом, представляет собой редкий по сохранности «резерват» старой дворянской Москвы. Здесь идентифицированы могилы шестидесяти одного участника Отечественной войны 1812 года. По состоянию на 2013 год 18 захоронений некрополя имеют статус объектов культурного наследия федерального значения, 11 — регионального значения.
Многие надгробные памятники некрополя Донского монастыря были привезены в 1930-х годах с обречённых на снос кладбищ Москвы и Подмосковья: с кладбища бывшего Чудова монастыря в Московском Кремле перевезён надгробный памятник князя Б. А. Куракина; из подклета Казанского собора бывшего Богоявленского монастыря перевезено надгробие боярина Фёдора Бяконта; с некрополя Новодевичьего монастыря перевезено надгробие К. А. Ясюнинского работы скульптора Н. А. Андреева и т. д.
Впрочем, перемещение примечательных надгробий в Донской монастырь не всегда гарантировало их от уничтожения. Так, по требованию Н. Р. Левинсона, заведовавшего группой металла в ГИМ, были сданы в металлолом «чудесная фигура скорбящего ангела работы И. П. Витали с надгробия 1828 года на могиле Муравьёвой на кладбище Новоспасского монастыря и фигура плакальщицы с крестом на могиле А. З. Дурасова 1838 года на том же кладбище».

## Некрополь Малого собора
Наиболее престижными среди московской аристократии считались места в Старом соборе и непосредственно рядом с ним. В этом храме, наиболее древнем на территории обители, помимо настоятелей монастыря разных лет, покоятся архиереи:
- Тихон (Беллавин) (1865—1925), патриарх Московский и всея Руси
- Амвросий (Зертис-Каменский) (1700—1771), московский архиепископ, убитый чернью
- Агапит (Вознесенский) (1794—1854), епископ томский и енисейский
- Евгений (Казанцев) -  архиепископ Псковский (1822—1825), Тобольский и Сибирский (1825—1831), Рязанский (1831—1837), Ярославский и Ростовский (1837—1853)

Из крупных сановников царской России в Малом соборе погребены генерал-аншеф С. К. Нарышкин, генерал-прокурор Я. П. Шаховской, генерал-поручик П. М. Голицын, генерал-фельдмаршал Н. В. Репнин, генерал от кавалерии А. П. Тормасов, директор Эрмитажа А. А. Васильчиков и некоторые другие.
- Бахметева, Варвара Александровна (1814—1851), подруга М. Ю. Лермонтова, с мужем (могила мужа сохранилась на участке позади Большого собора)
- Болтина Анна Александровна (1757—1783) (могила под папертью Большого собора)
- Васильчиков, Александр Алексеевич (1832—1890), историк и искусствовед
- Васильчиков, Алексей Васильевич (1776—1854), сенатор, его отец
- княгиня Волконская, Софья Семёновна (1707—1777)
- Враской Яков Фёдорович (1712—1731), солдат (могила была в Сретенской церкви Большого собора)
- князь Голицын, Дмитрий Васильевич (1704—1780), полковник
- князь Голицын Дмитрий Михайлович (1758—1782), капитан
- князь Голицын, Пётр Михайлович (1738—1775), генерал-поручик
- князь Голицын, Михаил Петрович (1764—1836), его сын, библиофил
- князь Голицын, Николай Фёдорович (1728—1780), генерал-поручик
- князь Долгоруков, Александр Алексеевич (1718—1782), сын А. Г. Долгорукова
- Зубова, Надежда Дмитриевна (1794—1830), урождённая княжна Голицына (место её несохранившейся могилы — между Михайловской церковью и южной стеной монастыря; сохранившийся фрагмент лицевой стороны её надгробия работы И. П. Витали ныне находится среди неопознанных обломков надгробий, сваленных у восточной стены монастыря)
- Ижорина, Александра Алексеевна (1756—1784), урождённая Колюбакина
- Измайлов, Михаил Михайлович (1722—1800), московский главнокомандующий, с супругой
- Измайлов, Дмитрий Львович (1737—1779), полковник
- Измайлова, Елизавета Львовна (1801—1813)
- Карамышева, Анна Ивановна (1751—1823), майорша
- Кириллов, Яков (умер в 1695), думный дьяк
- Ледицкая, Агриппина Васильевна (1758—1777), жена подпоручика
- Нарышкин, Василий Васильевич (1712—1779), генерал-поручик[7]
- Нарышкин, Семён Кириллович (1710—1775), обер-егермейстер
- Орлов, Григорий Никитич (умер в 1803), обер-гофмаршал (его несохранившаяся могила была под папертья Большого собора)
- Протасова, Анисья Никитична (1721—1775), его сестра (её могила — под папертья Большого собора)
- графиня Протасова, Варвара Алексеевна (1770—1847), урождённая Бахметева
- графиня Протасова, Мария Александровна (1803—1880), гофмейстерина (а на самом деле Наталья Дмитриевна)
- Прокопович-Антонский, Антон Антонович (1762—1848), ректор Московского университета
- Пушкин, Никита Борисович (1621—1715) (его могила была в Сергиевском приделе)
- граф Разумовский, Лев Кириллович (1757—1818), генерал-майор (его могила — около Большого собора)
- князь Репнин, Николай Васильевич (1734—1801), генерал-фельдмаршал
- Римский-Корсаков, Александр Васильевич (1729—1781), генерал-поручик
- графиня Румянцева-Задунайская, Екатерина Михайловна (1724—1779)
- Собакина, Марфа Петровна (1750—1780), урождённая княжна Голицына
- Соболев, Дмитрий Иванович (ум. 1849), коллежский асессор
- Стрекалов, Степан Степанович (1781—1856), действительный статский советник, сенатор, с женой
- Стрешнев, Василий Иванович (1707—1782), тайный советник, с женой
- Стрешнев, Пётр Иванович (1711—1771), генерал-аншеф
- барон Строганов, Григорий Николаевич (1734—1777), тайный советник(его могила была под папертья Большого собора)
- Тишина, Наталья Андреяновна (1736—1798), вдова капитана
- граф Тормасов, Александр Петрович (1752—1819), московский генерал-губернатор
- княгиня Трубецкая, Анна Львовна (1700—1776), двоюродная сестра Петра I
- Цициника, Стефа Ивановна (1742—1782)
- князь Шаховской, Яков Петрович (1705—1777), генерал-прокурор с женой

## Некрополь Большого собора

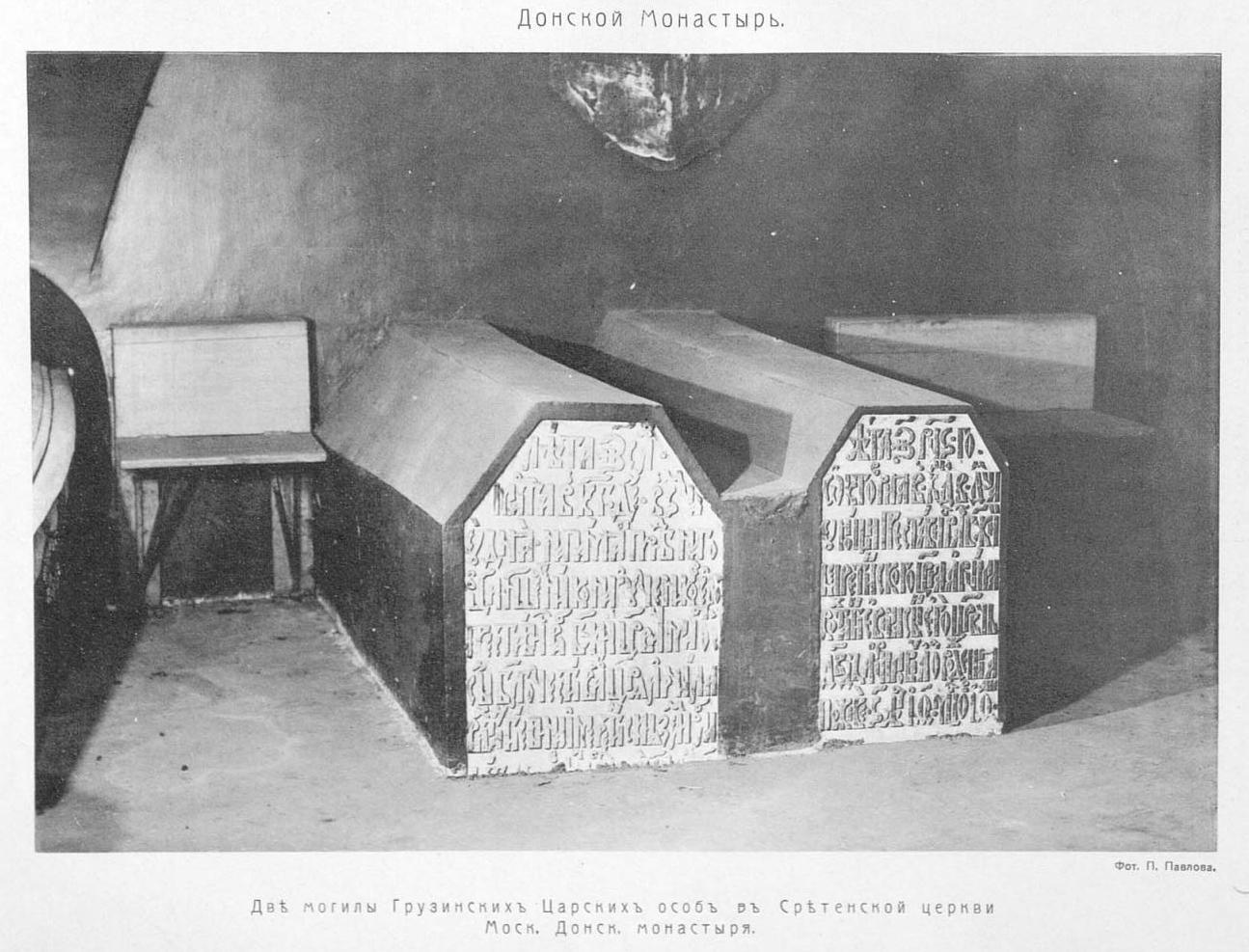
Усыпальница грузинских царевичей в 1913 году

Древнейшие на территории монастыря захоронения находятся в Сретенской церкви, в подклете Большого собора, под алтарём основного храма. Эта церковь с момента своего создания служила местом захоронения аристократической верхушки грузинской колонии в Москве. Здесь покоятся представители царского рода Багратионов, включая семейство имеретинского царя Арчила II и (по ряду известий) выдающегося историка Вахушти Багратиони, а также потомки менгрельских правителей Дадиани и отпрыски некоторых княжеских фамилий.
История грузинского некрополя начинается с дипломатической деятельности князя В. В. Голицына. В 1684 году он радушно принимал в Москве сыновей царя Арчила — Александра и Мамуку, которых сопровождала свита во главе с главой имеретинской церкви Лаврентием (Габашвили). «Лаврентий Грузинец» стал душой немногочисленной кавказской общины в Москве, а в 1704 г. был назначен архимандритом Донского монастыря. В 1711 г. он похоронил в крипте Большого собора царевича Александра Арчиловича, главу Пушкарского приказа и первого в России генерал-фельдцейхмейстера. Сюда же был перевезён из Новодевичьего монастыря прах его братьев Давида (ум. 1688) и Мамуки (ум. 1693). Сам царь Арчил был похоронен в крипте вскоре после освящения Сретенского храма (сентябрь 1712 года). В 1729-30 гг. царевна Дарья Арчиловна профинансировала расширение царской усыпальницы.
К началу XXI века значительная часть надгробий грузинских царевичей была утрачена, судя по тому, что их пришлось снимать с государственной охраны. Помимо грузинской знати и монастырского духовенства, в подклете Большого собора также покоятся отдельные представители русских дворянских родов.
- граф Брюс, Александр Романович (1704—1760), генерал-поручик (надгробие из усадьбы «Глинки»)
- Глебов, Павел Иванович (1744—1826), д.с.с., с женой Татьяной
- Годеин, Николай Петрович (1794—1856), генерал-майор, с сестрой Натальей
- князь Голицын, Алексей Борисович (1732—1792), генерал-майор, деятель масонства
- Горскова Н. М. (1698—1737)
- Загряжская, Анастасия Михайловна (1728—1779), дочь генерал-адмирала М. М. Голицына — сохранилась её могила в Малом соборе
- князь Меншиков, Александр Александрович (1714—1764), генерал-аншеф (надгробие из Богоявленского монастыря)
- князь Меншиков, Сергей Александрович (1745—1815), его сын, д.т.с., с женой Екатериной
- Милославский, Иван Михайлович (1635—1685), ближний боярин, с отцом[11]
- Нелединский-Мелецкий, Степан Петрович (ум. 1739)
- Потёмкина М. И. (ум. 1706)
- князь Прозоровский, Борис Иванович (1654—после 1705), ближний боярин (надгробие из Сретенского монастыря)
- Турчанинов, Николай Александрович (1819—1856), ротмистр, с братом Леоном

## Родовые усыпальницы
| # | Изображение | Название                     | Заказчики | Время создания | Описание |
| - | ----------- | ---------------------------- | --------- | -------------- | --- |
| 1 |             | Церковь Александра Свирского | Зубовы    | 1796-98 гг.    | Ротонда в стиле классицизма заложена была на излёте фавора Платона Зубова как усыпальница его покойного отца и прочих Зубовых. Здесь покоятся Зубов-отец, его рано умершие сын Василий и дочь Екатерина, а также зять А. А. Жеребцов с дочерью Анной и Варвара Степановна Козицкая (1754—1794).                             |
| 2 |             | Церковь Михаила Архангела    | Голицыны  | 1806-09 гг.    | Перестроена из больничной церкви 1714 года постройки, чтобы служить усыпальницей княжеского рода Голицыных. Среди прочих, здесь покоятся московский генерал-губернатор Дмитрий Владимирович Голицын, руководивший восстановлением города после пожара 1812 года, и его мать Наталья Петровна, прозванная «усатой княгиней». |

Алексеевичи
- Голицын, Владимир Борисович (1731—1798), бригадир
- Голицына, Наталья Петровна (1744—1837), жена его, статс-дама
- Голицын, Борис Владимирович (1769—1813), их сын, генерал-лейтенант (надгробие из Больших Вязём)
- Голицын, Дмитрий Владимирович (1771—1844), его брат, генерал от кавалерии
- Щербатова, София Степановна (1798—1886), племянница предыдущего
- Щербатов, Алексей Григорьевич (1776—1848), её муж, генерал от инфантерии

Михайловичи
- Голицын, Дмитрий Михайлович (1735—1771), полковник
- Голицын, Сергей Михайлович (1727—1806), его брат, д.т.с.
- Голицын, Михаил Михайлович (1731—1802), брат предыдущего, генерал-лейтенант, с дочерью Анастасией
- Голицын, Александр Михайлович (1772—1821), его сын, т.с., коллекционер
- Прозоровская, Татьяна Михайловна (1769—1840), сестра предыдущего
- Прозоровский, Иван Иванович (1754—1811), её муж, генерал-поручик, с сыном Михаилом (их надгробия и место могил в усыпальнице князей Голицыных утеряны)
- Трубецкая, Анна Ивановна (1803—1828), дочь предыдущего

Прочие
- Голицын, Василий Михайлович (1731—1797), капитан-поручик
- Голицын, Иван Фёдорович (1731—1797), генерал-аншеф
- Голицын, Николай Яковлевич (1788—1850), генерал-лейтенант
- Фаминцын, Андрей Егорович (1715—1787), генерал-майор

Часовни-усыпальницы рубежа XIX и XX веков
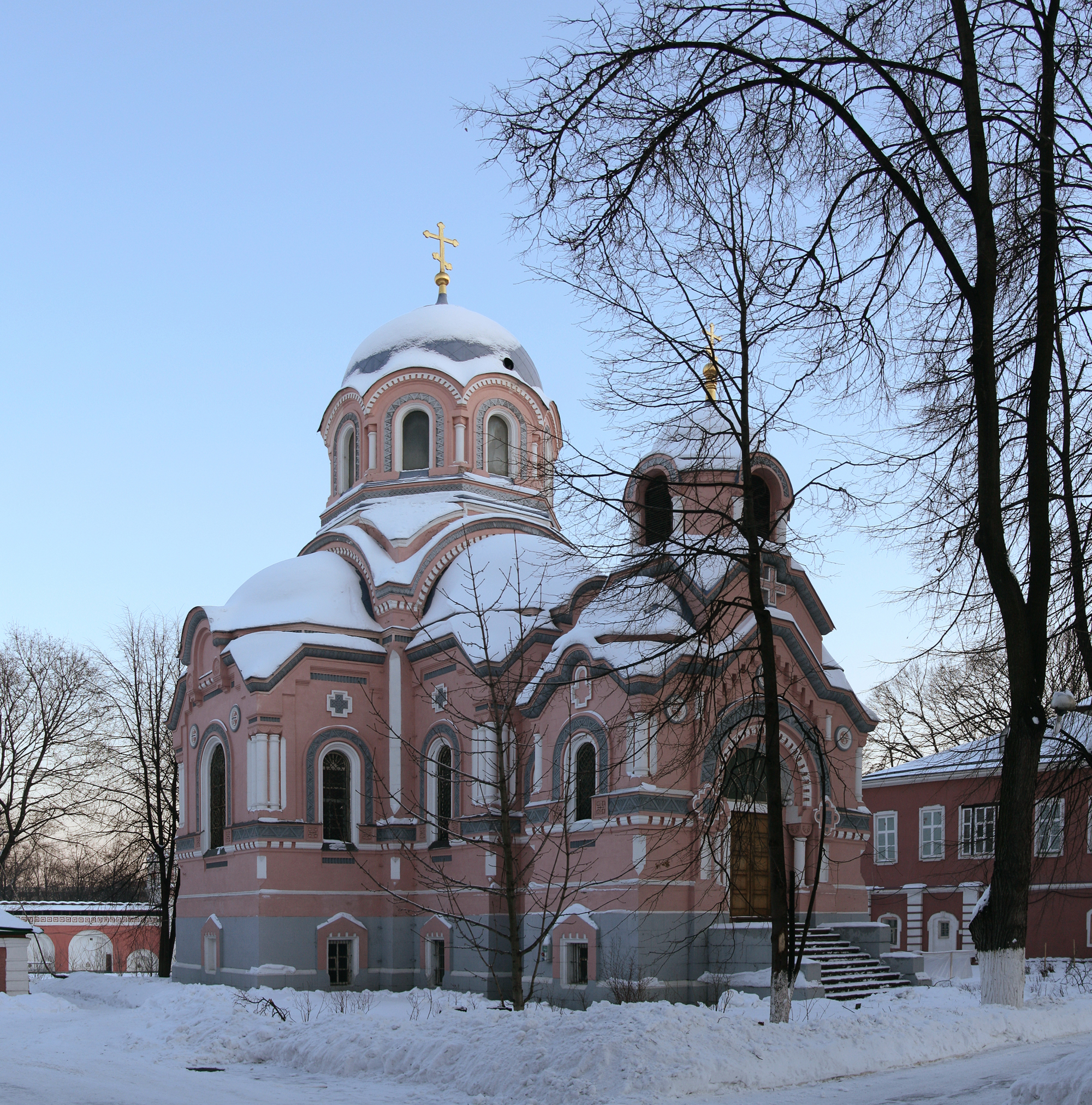
Церковь Иоанна Златоуста и Екатерины, 1888-91, арх. А. Венсан по заказу купцов Первушиных
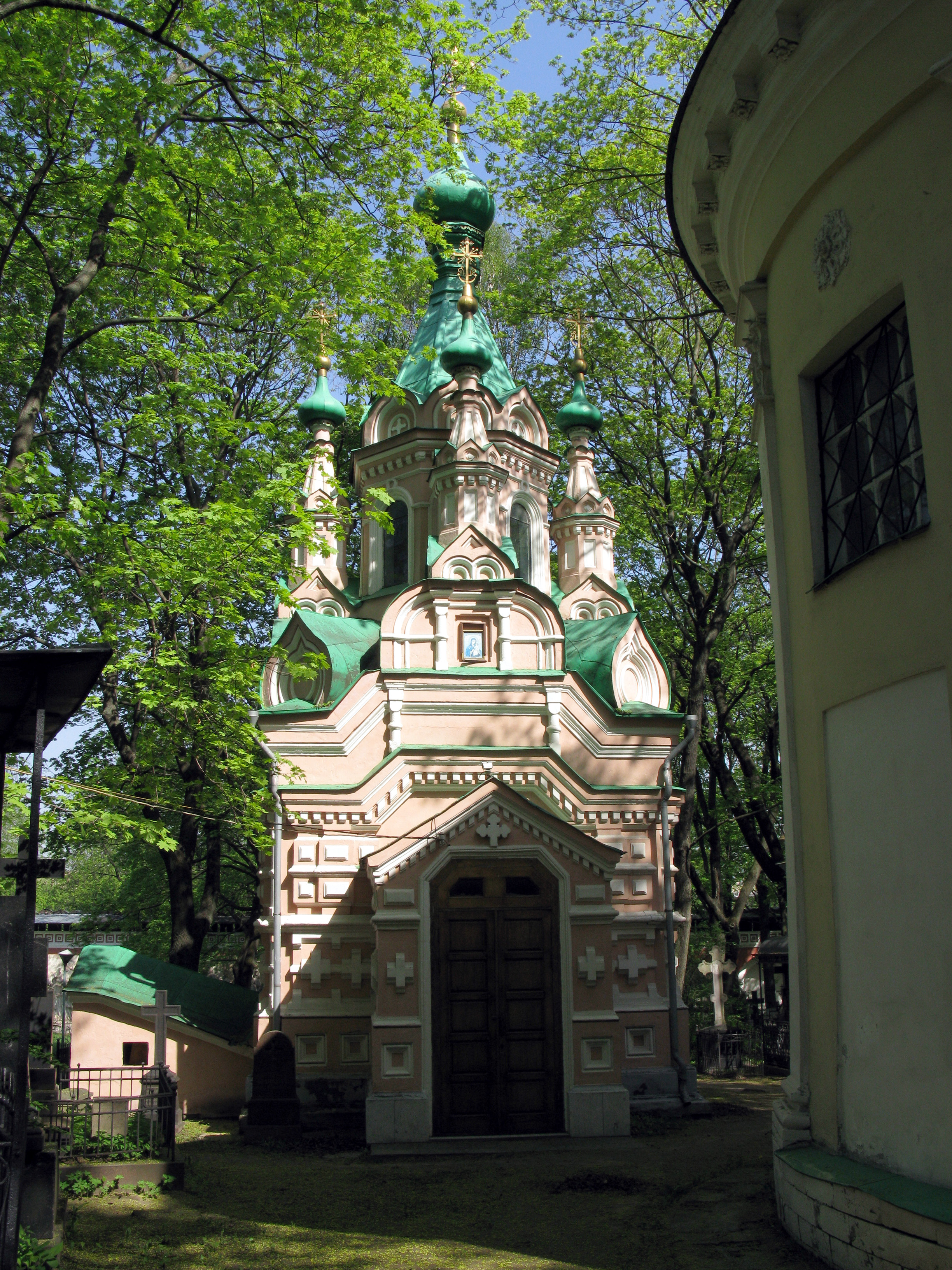
Церковь Иоанна Лествичника, 1896-97, по заказу генерала И. Ф. Терещенко
Часовня-усыпальница купца И. Г. Простякова[13] и его семьи
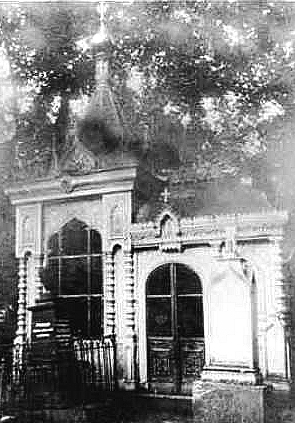
Усыпальница Козловых и Хрущёвых (арх. Н. В. Султанов)

## Под открытым небом

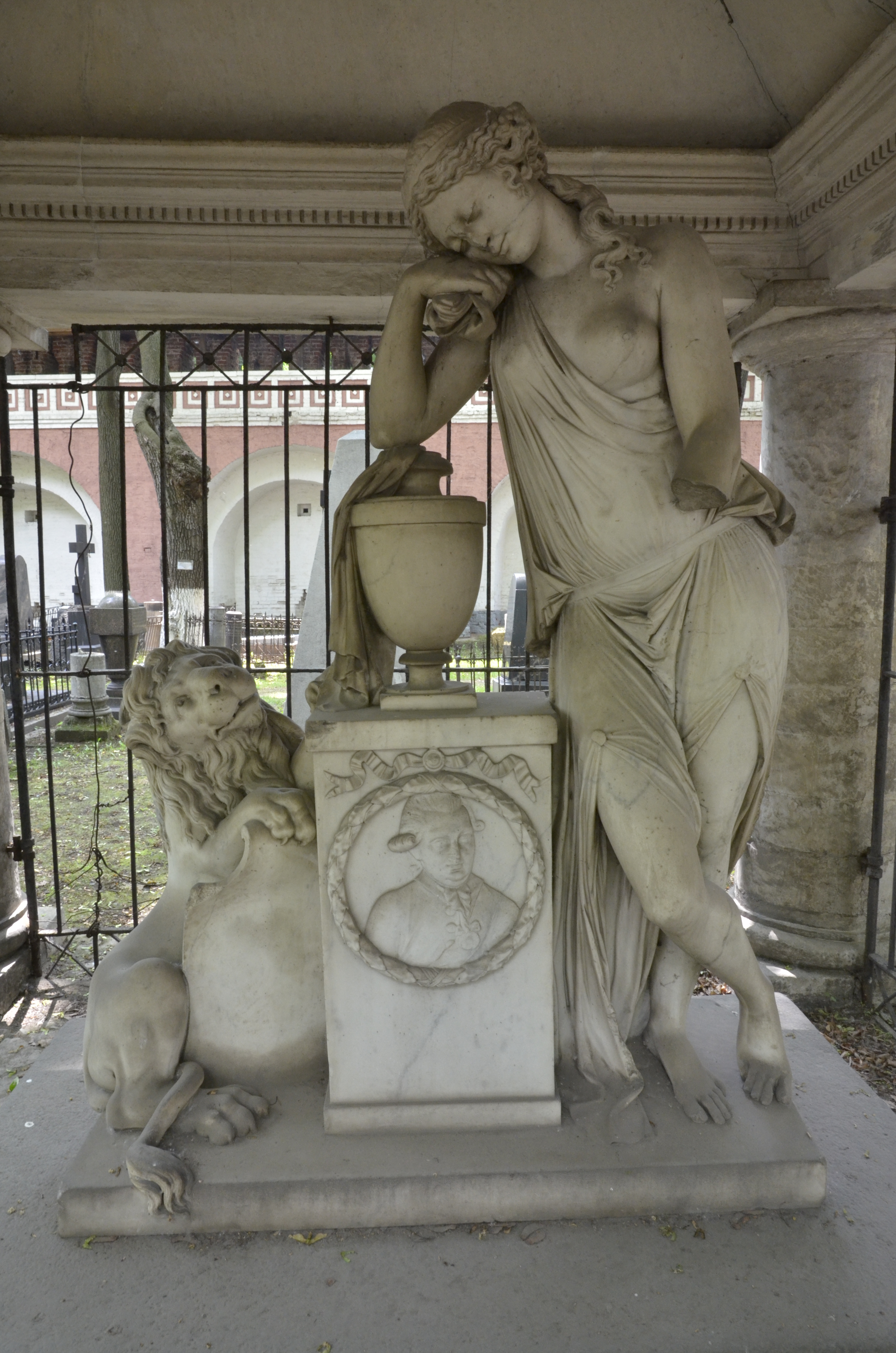
Надгробие XVIII века

Некрополь под открытым небом, или некрополь в узком смысле, протягивается от Михайловской церкви к обоим монастырским соборам, а также занимает юго-восток монастыря. Дорожки и аллеи делят его на шесть участков, имеющих форму простых геометрических фигур. Каждый участок снабжён планом, на котором для удобства посетителей выделены наиболее примечательные надгробия. Здесь больше, чем на каком-либо другом кладбище Москвы, образцов мемориальной скульптуры работы таких мастеров классицизма, как И. П. Мартос, В. И. Демут-Малиновский, И. П. Витали. Встречаются и беломраморные саркофаги в стилистике барокко, и пирамиды египтизирующего стиля, и «жертвенники» в виде колонны с урной наверху, и обычные кресты, и сентиментальные изваяния плакальщиц либо ангелов.
Среди выдающихся людей, которые похоронены на этих шести участках, — литераторы М. М. Херасков, А. П. Сумароков, В. И. Майков, И. М. Долгорукий, И. И. Дмитриев, В. Л. Пушкин, В. Ф. Одоевский, В. А. Соллогуб, архитекторы О. И. Бове, В. И. Шервуд, П. Д. Барановский, художник В. Г. Перов, изобретатель Н. Е. Жуковский, историки Д. Н. Бантыш-Каменский и В. О. Ключевский, медик Ф. И. Иноземцев, актёр М. Ф. Астангов, реформатор П. Д. Киселёв, мыслитель П. Я. Чаадаев, дипломат П. А. Толстой, полководец П. Д. Горчаков, горнозаводчик П. А. Демидов, мемуаристка А. О. Смирнова-Россет и многие другие. Подробнее см. Список похороненных в некрополе Донского монастыря.
В течение советского времени мемориальная скульптура на старом Донском кладбище подвергалась расхищению. Так, в 1950-е гг. был украден большой крест у аллегорической фигуры Веры, венчающей могилу петербургского губернатора И. А. Алексеева. С памятника генералу Г. И. Бибикову пропала двухфигурная мраморная группа.
Ввиду отсутствия у дворянского в своей основе некрополя ассоциаций с коммунистическим периодом истории России (характерных, к примеру, для Новодевичьего кладбища, где покоятся видные чекисты и партийная элита), именно сюда в начале XXI века был перенесён прах крупных деятелей белого движения, скончавшихся в эмиграции: А. И. Деникина и И. А. Ильина (2005, см. отдельную статью), В. О. Каппеля (2007). В 2000 г. на кладбище был перезахоронен писатель И. С. Шмелёв, а в 2008 г. здесь было предано земле тело А. И. Солженицына.

## Музей мемориальной скульптуры
В годы уничтожения монастырских некрополей (2-я треть XX века) в Голицынскую усыпальницу были перевезены из других храмов и обителей высокохудожественные памятники с могил вельмож XVIII—XIX веков (но не их останки). Благодаря этому здание превратилось в миниатюрную выставку мемориальной скульптуры, аналогичную большому музею в Ленинграде. При транспортировке памятников многие ценные детали были утрачены. Увозили, как правило, мраморные или бронзовые фигуры, тогда как сами надгробия с эпитафиями оставляли in situ. В результате весьма примечательные мемориальные группы оказывались расчленёнными. Одновременно в Донской монастырь, находившийся в ведении МУАРа, свозили со всей Москвы обломки сносившихся исторических зданий и сооружений. У восточной стены монастыря до сих пор стоят подлинные горельефы, снятые с храма Христа Спасителя перед его разрушением.
После возобновления в обители монашеской жизни памятники были удалены из Михайловской церкви: основная часть была «свалена» в беспорядке в подвалах музея им. Щусева на Воздвиженке, следы других затерялись.

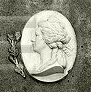
Деталь надгробия П. А. Брюс

- Бекетов, Пётр Афанасьевич (1734—1796), наследник мясниковских миллионов, из Новоспасского монастыря

(осенью 2019 года обнаружены части гранитного постамента памятника, использованные в 1930-х годах в качестве ступеней нынешнего театра Эстрады)
- графиня Брюс, Прасковья Александровна (1729—1786), сестра П. А. Румянцева-Задунайского, из усадьбы Глинки
- А. М. Булгари (ум. 1841), из Андроникова монастыря
- граф Воронцов, Михаил Илларионович (1714—1767), канцлер империи, из Крестовоздвиженского монастыря
- князь Голицын, Алексей Дмитриевич (1697—1768), сенатор, из Богоявленского монастыря
- князь Голицын, Михаил Михайлович (1675—1730), генерал-фельдмаршал, из Богоявленского монастыря
- князь Голицын Михаил Михайлович (1684—1764), генерал-адмирал, из Богоявленского монастыря
- князь Голицын, Дмитрий Михайлович (1721—1793), посол в Вене, из Дмитриевской церкви Голицынской больницы
- Измайлов, Михаил Михайлович (1722—1800), московский главнокомандующий, из Малого собора Донского монастыря
- Измайлова, Мария Александровна (1730—1780), его жена, из Малого собора
- князь Репнин, Николай Васильевич (1734—1801), генерал-фельдмаршал, из Малого собора
- князья Трубецкие И. Д. и Е. М., из Спасо-Андроникова монастыря
- князь Черкасский, Алексей Михайлович (1680—1740), канцлер империи, из Новоспасского монастыря
- князь Черкасский Д. М. (1760—1787), оттуда же
- князь Черкасский Н. М. (1766—1789), оттуда же